# 云南紫菊
云南紫菊（学名：Notoseris yunnanensis）为菊科紫菊属下的一个种。其种加词 yunnanensis 意为“云南的”。